# Mara Salvatrucha
Mara Salvatrucha là một băng đảng tội phạm lớn hoạt động trên khắp thế giới. Tên của băng đảng thường được viết tắt là MS-13, Mara, MS chủ yếu là những người En Xanvađo. Băng đảng MS-13 có đồng bọn, hoặc bè phái ở khắp nơi trên nước Mỹ nhưng vẫn giữ hoạt động chặt chẽ tại En Xanvađo. Năm 2005, cơ quan FBI tuyên bố rằng Mara Salvatrucha được coi là băng đảng tội phạm nguy hiểm nhất không chỉ trên đất nước Mỹ mà còn trên toàn thế giới.
Số thành viên tổng cộng chừng trên 50.000 ở Mỹ. Hoạt động tội phạm của chúng bao gồm buôn lậu và bán thuốc phiện, bán súng nơi chợ đen, giết người thuê, buôn người, cướp và hãm hiếp phụ nữ.
MS-13 hoạt động theo kết cấu rất rắn chắc, với nhiều trưởng băng, và đó chính là thành công dẫn chúng trở thành băng đảng nguy hiểm hàng đầu trên đất Mỹ.

## Lịch sử
Băng đảng được thành lập bởi hai tên Julio Cesar và Ernesto Miranda khi chúng còn rất trẻ, khoảng 11 và 12 tuổi. Nơi thành lập là khu Pico Union ở Los Angeles, nơi mà các băng đảng Mexico-Mỹ thường săn lùng người nhập cư En Xanvađo khi họ tới nước Mỹ nhằm chạy trốn khỏi cuộc nội chiến En Xanvađo.
Mặc dù được thành lập giữa những người nhập cư tớ Mỹ, chính sách trục xuất người nhập cư bất hợp pháp làm xuất hiện nhiều băng đảng tội phạm tại En Xanvađo. Trở về En Xanvađo, những người bị trục xuất đã chiêu mộ thêm thành viên, trong đó có nhiều thành viên mới nhập cư bất hợp pháp vào Mỹ.
Ngày 13 tháng 5 năm 2006, Ernesto Miranda bị giết chết tại nhà hắn ở En Xanvađo, vài giờ sau khi xuất hiện trong một bữa tiệc của một đồng bọn vừa mới được thả. Hắn vừa mới bắt đầu học luật và làm việc giúp trẻ em thoát khỏi tội phạm.